# Gmina Laimjala
Gmina Laimjala (est. Laimjala vald) – gmina wiejska w Estonii, w prowincji Sarema.
W skład gminy wchodzą:
- 24 wsie: Aaviku, Asva, Audla, Jõe, Kahtla, Kapra, Kingli, Käo, Kõiguste, Laheküla, Laimjala, Mustla, Mägi-Kurdla, Nõmme, Pahavalla, Paju-Kurdla, Randvere, Rannaküla, Ridala, Ruhve, Saareküla, Saaremetsa, Viltina, Üüvere.